# 바공 우마가
《바공 우마가》(타갈로그어: Bagong Umaga)는 2020년 방영된 필리핀의 드라마이다.

## 같이 보기
- ABS-CBN의 텔레비전 드라마 목록